# Unani
Unani ist der auf dem indischen Subkontinent gebräuchliche Begriff für die graeco-arabische Medizin. Er leitet sich vom arabischen Wort يوناني / yūnānī / ‚griechisch‘ (eigentlich: ‚ionisch‘) ab. Unani ist das arabisch-islamische Pendant zum Ayurveda in Indien, wird außerhalb des indischen Subkontinents oft als klassische arabische Medizin bezeichnet.

## Namensherkunft und Geschichte

### Namensherkunft
Unani ist eine Kombination verschiedener traditioneller Medizinsysteme, ursprünglich vor allem auf der antiken griechischen Medizin basierend, daher auch der Name Unani/Yūnānī – ‚griechisch‘. Hinzu kommen Einflüsse aus dem Ayurveda, der von den Nestorianern weiterentwickelten griechischen Medizin und der Medizin der arabischen Beduinen.

### Geschichte
Aufgrund der allgemeinen Aufforderung des Korans, sich Wissen anzueignen und aufgrund des islamischen Prinzips, den Körper zu wahren, begannen die frühen Muslime zunächst das beschränkte medizinische Wissen der arabischen Halbinsel zu sammeln. Zu nennen sind hier vorislamische Ärzte wie al-Hârith ibn Kalda, der wiederum bei den Nestorianern an der Akademie von Gundischapur sein Wissen erwarb. Gundischapur war in der Spätantike ein Zentrum der Naturwissenschaften und seit der islamischen Eroberung 642 bis zur Gründung des Hauses der Weisheit auch der Ausgangspunkt der frühen Blüte der islamischen Naturwissenschaften.
Zur Zeit der Umayyaden (661–750) begann der rege wissenschaftliche Austausch mit den damaligen Hochkulturen, es wurden erste medizinische Werke aus dem Griechischen übersetzt. Zur Zeit der Umayyaden war noch Gundischapur das Zentrum der Medizin.
Zur Zeit der Abbasiden (750–1258) wurden die anderen damals bekannten Medizinsysteme zunächst übersetzt und dann analysiert, vor allem die griechische, nestorianische und indische (Ayurveda) Medizin. Das damalige Zentrum war das Bait al-Hikma (Haus der Weisheit) in Bagdad.
Danach begann die Phase der Weiterentwicklung und kritischen Prüfung der im Mittelalter bekannten Medizintheorien, wobei die Säftelehre selbst nicht angetastet wurde, im Gegensatz zur medizinischen Reform des Paracelsus in Europa. Zahlreiche Lehren der Antike wurden untersucht und reformiert, wie etwa die Annahme Galens, Wunden müssten eitern, um besser zu heilen. Vor allem ar-Rāzī war für seine empirische Forschung in den Naturwissenschaften bekannt.
Die heute als Unani bekannte Medizin ist schließlich die Weiterentwicklung der arabischen Medizin des Mittelalters in Indien. Die Pharmakologie wurde um zahlreiche indische Medikamente erweitert, es wurden auch neue Massagetechniken und Therapien entwickelt.

## Grundlagen
Grundlage ist die griechische Säftelehre. Sie wurde erweitert und verfeinert, galt und gilt jedoch als Grundlage des Unani. Hierbei sind die Grundqualitäten Warm-Kalt-Feucht-Trocken die Basis der Diagnostik und der Therapie. Somit ähnelt Unani dem Ayurveda sowie der traditionellen chinesischen Medizin, in denen ähnliche Säftelehren zur Grundlage gehören. Diese Theorie geht davon aus, dass alle Materie auf die vier Grundelemente Feuer (Energie), Wasser (Flüssigkeit), Erde (feste Materie) und Luft (Gase) zurückzuführen ist. Alle Krankheiten sowie Medikamente werden nach dem Prinzip dieser Elementelehre erklärt.
In der Diagnose sind folgende Kriterien wichtig:
- Befragen des Patienten: Hierbei wird der Patient nach seiner Krankheitsgeschichte, Schmerzen, dem physischen wie auch psychischen Befinden, seinen Ernährungsgewohnheiten und anderen Kriterien befragt.
- Klinische Untersuchung – Betrachten des Patienten: Der Körper wird nach auffälligen anormalen Veränderungen untersucht, Schmerzstellen werden abgetastet.
- Pulsdiagnostik: Hierbei wird wie im Ayurveda, der klassischen griechischen Medizin und der traditionellen chinesischen Medizin der Puls an mehreren Körperstellen abgetastet. Es geht nicht um die Messung des Blutdrucks, sondern um die sogenannten Pulsqualitäten:
  - schneller oder langsamer Puls
  - breiter oder dünner Puls
  - regelmäßiger oder unregelmäßiger Puls uvm.
- Urin- und Stuhldiagnostik: Diese beiden Untersuchungen waren für die Innere Medizin sehr wichtig, da es sich um Körperflüssigkeiten aus dem Inneren handelt, die Aufschluss über die Verdauung geben. Bei der Urinprobe wurden Farbe, Geruch und Konsistenz in einem durchsichtigen Glasfläschchen (Qārūra) geprüft.

Bei der Stuhlprobe wurden ebenfalls Farbe, Konsistenz, Geruch sowie unverdaute Partikel untersucht.

## Therapieformen
- Innere Anwendungen: Ernährung, Medikamente, Arzneien
- Äußere Anwendungen: Schröpfen, Massage, Sport, Aderlass, Schröpfen und weitere Anwendungen, Chirurgie

## Ausbildung
Die Ausbildung in der Unani-Medizin ist in Indien, Pakistan und Afghanistan durch ein Hochschulstudium geregelt. Es gibt zahlreiche Universitäten, die diesen Studiengang anbieten, am bekanntesten ist wohl die Hamdard Universität. Nach dem Abschluss des Bachelors (BUMS, Bachelor of Unani Medicine Science) erhält der Absolvent den Titel ḥakīm. Außerhalb der genannten Länder gibt es kein derartiges Hochschulstudium. Darüber hinaus sind dort auch Abschlüsse zum Master of Science und zum PhD möglich.
Neben der akademischen Ausbildung existiert auch die traditionelle beim sogenannten Hakim. Man erlernt Unani auf der Basis der arabischen Klassiker al-Qānūn fī t-Tibb von Ibn Sīnā, al-Kulliyāt fī t-Tibb von Ibn Ruschd, al-Malakī von ʿAlī al-Madschūsī und vieles andere mehr.
Mehrere Online-Kurse sind im Internet verfügbar, die von zu Hause aus belegt werden können. Hier sind keine universitären Abschlüsse möglich.